# Clastoptera flavivitta
Clastoptera flavivitta är en insektsart som beskrevs av Fowler 1898. Clastoptera flavivitta ingår i släktet Clastoptera och familjen Clastopteridae. Inga underarter finns listade i Catalogue of Life.